# Rathgar
Rathgar (forma anglicizzata) o Ráth Ghabrbh (in irlandese) è conosciuto come il quartiere più alla moda di Dublino e si trova tre chilometri più a sud del centro della capitale. Gli edifici sono di stile Vittoriano, in mattoni rossi e tutto il quartiere si trova in una zona "protetta" della città. Rathgar è un quartiere tranquillo in cui si trovano anche scuole, case di cura, zone in cui è possibile praticare degli sport e un servizio pubblico di collegamento con il centro della città. Nel quartiere sono anche presenti una quantità di negozi, ristoranti e pub.
L'Ospidéal Naomh Lúcás/Saint Lukes Hospital, sulla Bóthar an Ghoirt Aird/Highfield Road, è specializzato nella cura del cancro. Mount Carmel General e Maternity Hospital sono alla fine di Bóthar Orwell/Orwell Road, vicino all'ambasciata russa.
Rathgar ha un eccellente patrimonio architettonico in cui spiccano la Christchurch Presbyterian Church all'incrocio tra Bóthar Ráth Garbh/Rathgar Road e Bóthar an Ghoirt Aird nel centro del quartiere. La chiesa cattolica dei Tre Patroni sulla Bóthar Ráth Garbh è conosciuta anche come "chiesa dei domestici" ((EN)  Servants Church) perché tra la fine del XIX e l'inizio del XX secolo fu il luogo in cui la maggior parte dei domestici del luogo andavano a pregare.
Il quartiere ha dato i natali a James Joyce, che nacque a Cearnóg Brighton/Brighton Square, e Jack Lynch, diventato primo ministro più volte tra il 1966 e il 1979 abitava sulla Ascaill Garville/Garville Avenue
street. Anche Bram Stoker, l'autore di Dracula, visse a Rathgar, ad Orwell Park, gli ultimi anni della sua vita.